# Néopor
 (juillet 2010).
Si vous disposez d'ouvrages ou d'articles de référence ou si vous connaissez des sites web de qualité traitant du thème abordé ici, merci de compléter l'article en donnant les références utiles à sa vérifiabilité et en les liant à la section « Notes et références ».
Le Néopor est un alliage de styrène et de graphite de granit. Il travaille par thermo-réflexion et est 30 % plus isolant que du polystyrène[réf. nécessaire].
Comme avec tout autre produit d'isolation, sa mise en place adéquate et dans les règles de l'art permet de supprimer les ponts thermiques des constructions.

## Fabrication
C'est avec le styrène et le graphex que l’on fabrique du Néopor. Le styrène est un dérivé d'hydrocarbure sous forme de billes très grasses. Ces billes sont traitées à l'aide de vapeur d'eau dans un pré-émulseur. Le traitement varie de une à trois semaines selon leur densité. Elles perdent leur gaz et deviennent neutres[précision nécessaire]. Sa neutralité permet même de l’utiliser pour emballer et protéger les aliments.[réf. nécessaire] Le Néopor est ininflammable, non goûtant et auto-extinguible.Il est beaucoup plus résistant que le polystyrène.

## Isolation thermique
Une cloison de 14 centimètres d'épaisseur procure une résistance thermique (R) de 3.89 {\displaystyle m^{2}.K.W^{-1}} et une conductivité thermique (λ) de 0,036 {\displaystyle W.m^{-1}.K^{-1}}.

## Utilisation dans l'habitat passif
À Bétheny s'est construit le premier HLM passif de France. Neopor a été utilisé pour la construction du bâtiment et BASF a été partenaire de l'opération.